# Sardières
Sardières est un village de France situé en Savoie, dans la Maurienne. Il est l'un des nombreux villages de la commune de Val-Cenis.
Le village est implanté sur un petit plateau à 1 500 mètres d'altitude, en rive droite au-dessus de l'Arc au sud-est, dominé par la dent Parrachée (3 695 m) au nord. Au-dessus du village se trouve le monolithe de Sardières.